# Timonius ridleyi
Timonius ridleyi är en måreväxtart som beskrevs av Elmer Drew Merrill. Timonius ridleyi ingår i släktet Timonius och familjen måreväxter. Inga underarter finns listade i Catalogue of Life.